# 1986
1986 (MCMLXXXVI) je bilo navadno leto, ki se je po gregorijanskem koledarju začelo na sredo. Organizacija združenih narodov je proglasila 1986 za mednarodno leto miru.

## Dogodki
- 1. januar – Španija in Portugalska postaneta članici Evropske skupnosti.
- 19. januar – v obtok pride Brain, prvi virus za osebne računalnike.
- 25. januar – uporniki pod vodstvom Yowerija Musevenija prevzamejo nadzor v Ugandi po pet let trajajoči gverilski vojni.
- 28. januar – Nasin raketoplan Challenger 73 sekund po izstrelitvi zaradi tehničnih napak razpade v ozračju, pri čemer umre vseh sedem članov posadke.
- 7. februar – predsednik Haitija Jean-Claude Duvalier zapusti državo po več let trajajočih protestih, s čimer se konča 28-letno obdobje vladavine njegove družine.
- 8. februar – Mateja Svet pribori prvo slovensko žensko zmago v svetovnem pokalu v alpskem smučanju.
- 17. februar – podpisan je Enotni evropski akt, prva večja revizija Rimske pogodbe.
- 19. februar – Sovjetska zveza izstreli v vesolje prvi modul vesoljske postaje Mir.
- 25. februar – filipinski diktator Ferdinand Marcos zapusti državo po 20 letih na oblasti in odide v izgnanstvo.
- 15. april – ameriška vojaška letala bombardirajo cilje v Libiji kot odziv na bombni napad na ameriške vojake v berlinski diskoteki nekaj dni pred tem.
- 17. – 19. april – v Ljubljani poteka 10. kongres Zveze komunistov Slovenije, na katerem je za predsednika izvoljen Milan Kučan.
- 26. april – jedrska nesreča v Černobilu (Ukrajina) zahteva 31 neposrednih žrtev, več tisoč ljudi pa je kasneje izpostavljenih prevelikemu radioaktivnemu sevanju.
- 2. maj – v kanadskem Vancouvru je odprta svetovna razstava Expo '86.
- 31. maj – 29. junij – v Mehiki poteka 13. svetovno prvenstvo v nogometu, naslov prvaka osvoji argentinska reprezentanca.
- 12. junij – južnoafriška vlada razglasi izredne razmere po vsej državi v strahu pred nemiri ob 10. obletnici vstaje v Sowetu.
- 5. – 20. julij – v Moskvi potekajo prve Igre dobre volje.
- 21. avgust – zaradi izpusta ogljikovega dioskida iz jezera Nyos v Kamerunu se zaduši okrog 1800 ljudi v okoliških naseljih.
- 7. september – Desmond Tutu postane prvi temnopolti anglikanski škof v Južni Afriki.
- 8. september – v ZDA je prvič predvajana pogovorna oddaja The Oprah Winfrey Show.
- 10. oktober – močan potres prizadene mesto San Salvador v Salvadorju in zahteva okrog 1500 življenj.
- 27. oktober – v italijanskem mestu Assisi papež Janez Pavel II. zbere predstavnike vseh svetovnih verstev k molitvi za mir, ki se razvije v svetovno gibanje Duh Assisija
- 1. november – zaradi požara v skladišču podjetja Sandoz v Švici steče več ton kemikalij v reko Ren.
- 3. november – afera Iran-Contra: libanonski časopis objavi trditev, da so ZDA skrivoma, kljub embargu, dobavljale orožje Iranu v zameno za izpust talcev.
- 28. november – komisija za svetovno in naravno dediščino pri Unescu vpiše Škocjanske jame v seznam svetovne dediščine.
- 23. december – letalo Rutan Voyager opravi prvi polet okrog sveta brez postanka.

## Rojstva
- 6. januar – Alex Turner, angleški glasbenik
- 20. marec – Rok Benkovič, slovenski smučarski skakalec
- 23. marec – Andrea Dovizioso, italijanski motociklistični dirkač
- 28. marec – Lady Gaga, ameriška pevka
- 18. april – Maurice Edu, ameriški nogometaš
- 27. april – Dinara Safina, ruska tenisačica
- 6. maj – Goran Dragić, slovenski košarkar
- 16. maj – Megan Fox, ameriška igralka in fotomodel
- 2. junij – Miha Rodman, slovenski igralec
- 3. junij – Rafael Nadal, španski tenisač
- 6. julij – Luigi Di Maio, italijanski politik
- 7. avgust – Valter Birsa, slovenski nogometaš
- 21. avgust – Usain Bolt, jamajški atlet
- 15. oktober – Carlo Janka, švicarski alpski smučar
- 30. oktober – Thomas Morgenstern, avstrijski smučarski skakalec

## Smrti
- 7. januar – Juan Rulfo, mehiški pisatelj in fotograf (* 1917)
- 10. januar – Jaroslav Seifert, češki pisatelj in novinar, nobelovec (* 1901)
- 28. januar – Judith Resnik, ameriška inženirka in astronavtka (* 1949)
- 1. februar – Alva Myrdal, švedska sociologinja in političarka, nobelovka (* 1902)
- 11. februar – Frank Herbert, ameriški pisatelj (* 1920)
- 17. februar – Džidu Krišnamurti, indijski filozof (* 1895)
- 1. marec – Olof Palme, švedski politik (* 1927)
- 13. marec – Eugen Gerstenmaier, nemški evangličanski teolog in poslovnež (* 1906)
- 14. april – Simone de Beauvoir, francoska pisateljica, filozofinja, feministka (*1908)
- 22. april – Mircea Eliade, romunski religiolog, zgodovinar, filozof (* 1907)
- 26. april – Valerij Hodemčuk, sovjetski inženir, prva žrtev černobilske nesreče (* 1951)
- 26. april – Vladimir Šašenok, sovjetski inženir (* 1951)
- 9. maj – Tenzing Norgay, tibetanski šerpa (* 1914)
- 11. maj – Aleksander Akimov, sovjetski inženir (* 1953)
- 13. maj – Vasilij Ignatenko, sovjetski gasilec (* 1961)
- 14. maj – Leonid Toptunov, sovjetski inženir (* 1960)
- 15. maj – Theodore Harold White, ameriški pisatelj (* 1915)
- 31. maj – James Rainwater, ameriški fizik, nobelovec (* 1917)
- 31. maj – Anatolij Sitnikov, sovjetski inženir (* 1940)
- 13. junij – Benny Goodman, ameriški klarinetist (* 1909)
- 13. junij – Valerij Perevozčenko, sovjetski inženir (* 1947)
- 14. junij – Jorge Luis Borges, argentinski pisatelj, pesnik, literarni kritik in prevajalec (* 1899)
- 24. julij – Fritz Albert Lipmann, nemško-ameriški biokemik, nobelovec (* 1899)
- 21. september – Ati Soss, slovenski glasbenik in skladatelj (* 1930)
- 25. september – Nikolaj Nikolajevič Semjonov, ruski fizik in kemik, nobelovec (* 1896)
- 27. september – Cliff Burton, ameriški glasbenik (* 1962)
- 6. oktober – Aleksander Semjonovič Kronrod, ruski matematik, računalnikar in izumitelj (* 1921)
- 11. oktober – Georges Dumézil, francoski filolog in zgodovinar (* 1898)
- 22. oktober – Albert Szent-Györgyi, madžarsko-ameriški biokemik, nobelovec (* 1893)
- 23. oktober – Edward Adelbert Doisy, ameriški biokemik, nobelovec (* 1893)
- 8. november – Vjačeslav Molotov, ruski politik (* 1890)
- 29. december – 
  - Harold Macmillan, britanski politik (* 1894)
  - Andrej Arsenjevič Tarkovski, ruski režiser (* 1932)

## Nobelove nagrade
- Fizika – Ernst Ruska, Gerd Binnig, Heinrich Rohrer
- Kemija – Yuan T Lee, John C. Polanyi
- Fiziologija ali medicina – Stanley Cohen, Rita Levi-Montalcini
- Književnost – Wole Soyinka
- Mir – Elie Wiesel
- Ekonomija – James Buchanan mlajši